# 10072 Uruguay
10072 Uruguay è un asteroide della fascia principale. Scoperto nel 1989, presenta un'orbita caratterizzata da un semiasse maggiore pari a 2,2792983 au e da un'eccentricità di 0,1040884, inclinata di 3,73769° rispetto all'eclittica.
L'asteroide è dedicato all'omonimo stato sudamericano.